# Тебе да заборавим
Тебе да заборавим је двадесет трећи музички албум српског певача Шабана Шаулића. Објављен је 1998. године за ЗАМ продукцију, на компакт диск формату и аудио касети, а на њему се налази шеснаест песама, од чега су последњих осам бонус траке.

## Песме
| Бр. | Назив песме                 | Трајање |
| --- | --------------------------- | ------- |
| 1.  | Тебе да заборавим           | 03:46   |
| 2.  | Срце је моје тврђава        | 03:48   |
| 3.  | Да немаш другога            | 03:37   |
| 4.  | Одем ти ме вратиш           | 04:01   |
| 5.  | Куме, брате                 | 03:41   |
| 6.  | Њено величанство жена       | 02:57   |
| 7.  | Казни боже једну жену       | 03:16   |
| 8.  | Нестали су дани среће       | 03:41   |
| 9.  | Опрости ми нано             | 03:17   |
| 10. | Милке душо                  | 03:00   |
| 11. | Сиротан                     | 03:04   |
| 12. | Ој моја ружо румена         | 02:48   |
| 13. | Хоћемо ли у Шабац на вашар  | 02:47   |
| 14. | Када моја младост прође     | 03:57   |
| 15. | Сестра брата кани да вечера | 03:32   |
| 16. | Идем кући а већ зора        | 03:40   |